# Latirismo
El latirismo es una intoxicación crónica producida por el consumo excesivo de almortas o de sus derivados, a causa de la presencia en esta leguminosa de algunas sustancias tóxicas —ciertos aminoácidos— que afectan, principalmente, al sistema nervioso.

## Causas y síntomas
La intoxicación se debe al consumo frecuente, en ocasiones casi exclusivo, de almortas (Lathyrus sativus), dado que las semillas de estos vegetales poseen ciertos aminoácidos de efecto tóxico en humanos y otros animales, entre estos últimos muy especialmente sobre los équidos.
Actualmente, con el término latirismo se describen dos síndromes diferentes: uno, cuyos efectos se derivan de alteraciones del sistema nervioso central y que se denomina “neurolatirismo”, y otro, que involucra específicamente a los huesos y otros tejidos conectivos, llamado “osteolatirismo”.
El neurolatirismo está producido por la presencia en la almorta del ácido beta-N-oxalil-L-alfa-beta-diaminopropiónico (también conocido por las siglas ODAP), químicamente semejante al glutamato. El ODAP desencadena una parálisis espástica irreversible de los miembros inferiores, hiperreflexia espinal y cambios estructurales de los tejidos
conectivos esqueléticos. Los espasmos, además, acaban derivando en deformidades.
Al contrario de lo que se piensa, el consumo de altramuces, frecuentemente confundidos con la almorta, no produce esta enfermedad ya que no contiene el aminoácido neurotóxico que la desencadena, pero contienen lupinina, un alcaloide también tóxico.
Algunas almortas contienen, además, el aminoácido β-N-L-glutamino aminopropionitrilo, que es el responsable del osteolatirismo y que parece estar originado por la alteración de los enlaces de las cadenas de colágeno y elastina, lo cual causa debilidad osteomuscular y fragilidad en las paredes de los capilares sanguíneos.

## Etimología
La palabra latirismo viene de lathyrus, nombre latino de la almorta.

## Localización espaciotemporal
El latirismo fue frecuente en España durante la década de 1940 y aún es común en ciertos países subdesarrollados, por ejemplo en algunas zonas de la India.
Debido a la epidemia que se desencadenó en la postguerra española, se prohibió en España el consumo tanto de la semilla como de sus derivados. Esta prohibición se mantuvo tanto en el Código Alimentario Español como en la más reciente Lista de plantas de venta prohibida o restringida por razón de su toxicidad hasta el año 2018. A pesar de ello, durante su prohibición, pudo encontrarse en el comercio harina de almorta etiquetada como alimento para los animales, dado que su consumo esporádico se mantuvo para la elaboración de las tradicionales gachas manchegas.